# Liste der Kulturdenkmale in Klein Barkau
In der Liste der Kulturdenkmale in Klein Barkau sind alle Kulturdenkmale der schleswig-holsteinischen Gemeinde Klein Barkau (Kreis Plön) aufgelistet (Stand: 10. März 2025).

## Legende
In den Spalten befinden sich folgende Informationen:
- Objekt-ID: die Nummer des Kulturdenkmales
- Lage: die Adresse des Kulturdenkmales und die geographischen Koordinaten. Kartenansicht, um Koordinaten zu setzen. In der Kartenansicht sind Kulturdenkmale ohne Koordinaten mit einem roten Marker dargestellt und können in der Karte gesetzt werden. Kulturdenkmale ohne Bild sind mit einem blauen Marker gekennzeichnet, Kulturdenkmale mit Bild mit einem grünen Marker.
- Offizielle Bezeichnung: Bezeichnung des Kulturdenkmales
- Beschreibung: die Beschreibung des Kulturdenkmales
- Bild: ein Bild des Kulturdenkmales

## Bauliche Anlagen
| Objekt-ID      | Lage                                            | Offizielle Bezeichnung                | Beschreibung | Bild                             |
| -------------- | ----------------------------------------------- | ------------------------------------- | --- | -------------------------------- |
| 3295 Wikidata  | Alter Kieler Weg 23 (54° 14′ 2″ N, 10° 8′ 0″ O) | Windmühle                             | Alteintragung (Aktualisierung vorgesehen) - Begründung: Alteintragung (Aktualisierung vorgesehen) - Schutzumfang: Alteintragung (Aktualisierung vorgesehen) - Denkmaltyp: Bauliche Anlage                                                                               | Fotos hochladen                  |
| 4976           | Seestraße 41 (54° 12′ 56″ N, 10° 8′ 22″ O)      | ehem. Schankwirtschaft „Zur Erholung“ | ehem. Schankwirtschaft „Zur Erholung“; 1874; eingeschossiger traufständiger Backsteinbau mit übergiebeltem Mittelrisalit und steilem, hartgedecktem Satteldach - Begründung: geschichtlich, städtebaulich - Schutzumfang: gesamtes Objekt - Denkmaltyp: Bauliche Anlage | BW                               |
| 11344 Wikidata | Zum Lärchenwald (54° 13′ 5″ N, 10° 7′ 56″ O)    | Brücke über den „Strom“               | Alteintragung (Aktualisierung vorgesehen) - Begründung: geschichtlich, wissenschaftlich - Schutzumfang: gesamtes Objekt - Denkmaltyp: Bauliche Anlage | weitere Fotos \| Fotos hochladen |

## Quelle
- Liste der Kulturdenkmale in Schleswig-Holstein – Kreis Plön (PDF)

- Karte mit allen Koordinaten:
- OSM |
- WikiMap